# Neu! '72 Live!
Neu! '72 Live! è l'unico album live del duo tedesco Neu!, registrato a Düsseldorf nel 1972, pubblicato nel 1996.

## Tracce
1. 6 May '72, Part 1 - 38:55
2. Silence - 11:11
3. 6 May '72, Part 2 - 6:55

## Formazione
Gruppo
- Klaus Dinger - voce, batteria
- Michael Rother - chitarre, voce

musicisti aggiuntivi
- Eberhard Kranemann - voce, basso